# Not Over You
Not Over You è un singolo del cantante tedesco BILLY, pubblicato il 26 novembre 2016. È il secondo singolo estratto dall'extended play I'm Not OK.

## Video musicale
Il video musicale del brano, con la regia di Shiro Gutzie, è stato rilasciato in concomitanza con l'uscita del singolo.

## Tracce
1. Not Over You – 3:57 (Bill Kaulitz, Tom Kaulitz, Shiro Gutzie, Pionear)